# 871
| [ Edytuj tabelę ]          |                                              |
| Król Anglii                | - 866 Ethelred I 871 - 871 Alfred Wielki 899 |
| Hrabia Aragonii            | - 867 Aznar II Galíndez 893                  |
| Hrabia Barcelony           | - 865 Bernard z Gocji 878                    |
| Cesarz Bizancjum           | - 867 Bazyli I Macedończyk 886               |
| Chan Bułgarii              | - 852 Borys I Michał 889                     |
| Cesarz Chin                | - 859 Tang Yizong 873                        |
| Książę Czech               | - 870 Borzywoj I 889                         |
| Władca Egiptu              | - 868 Ahmad Ibn Tulun 884                    |
| Król Franków wschodnich    | - 855 Ludwik II Niemiecki 875                |
| Król Franków zachodnich    | - 843 Karol II Łysy 877                      |
| Cesarz Japonii             | - 858 Seiwa 876                              |
| Kalif                      | - 870 Al-Mu’tamid 892                        |
| Król Khmerów               | - 850 Dżajawarman III 877                    |
| Patriarcha Konstantynopola | - 867 Ignacy I 877                           |
| Król Leónu                 | - 866 Alfons III Wielki 910                  |
| Król Mercji                | - 852 Burgred 874                            |
| Król Nawarry               | - 851 García Íñiguez 880                     |
| Papież                     | - 867 Hadrian II 872                         |
| Hrabia Portugalii          | - 868 Vimara Peres 873                       |
| Cesarz rzymski             | - 850 Ludwik II 875                          |
| Książę Saksonii            | - 866 Bruno 880                              |
| Król Szkocji               | - 862 Konstantyn I 877                       |
| Doża Wenecji               | - 864 Orso I Partecipazio 881                |
| Książę wielkomorawski      | - 870 Sławomir 871 - 871 Świętopełk I 894    |

Rok 871 / DCCCLXXI
stulecia: VIII wiek ~
IX wiek ~
X wiek

lata: 861 «
866 «
867 «
868 «
869 «
870 «
871
» 872
» 873
» 874
» 875
» 876
» 881

## Wydarzenia
- 4 stycznia – Anglosasi pod wodzą króla Ethelreda I ponieśli klęskę z duńskimi i norweskimi najeźdźcami w bitwie pod Reading[1].
- 8 stycznia – król Wesseksu Alfred Wielki pokonał Duńczyków w bitwie pod Ashdown[1].
- 22 stycznia – wojska króla anglosaskiego Ethelreda I poniosły klęskę w bitwie pod Basing z najeźdźcami duńskimi dowodzonymi przez Halfdana[2].
- 22 marca - wikingowie dowodzeni przez Halfdana pokonali Anglosasów w bitwie pod Marton[3]
- 23 kwietnia – Alfred Wielki został królem Anglii.
- maj - wikingowie pokonują Anglosasów w bitwie pod Wilton[3]

- Nieudana próba podporządkowania państwa wielkomorawskiego przez Ludwika Niemieckiego.

## Zmarli
- Otfried von Weißenburg - poeta staroniemiecki, zakonnik i nauczyciel
- 8 stycznia - Bagsecg, jarl wikingów,poległ w bitwie pod Ashdown[2]
- kwiecień - Ethelred I,król Wesseksu[3]